# Kasteel van Hamal
Het Kasteel van Hamal is een kasteel dat zich bevindt te Hamal, nabij Rutten in Belgisch Limburg.

## Geschiedenis
In 1214 werd voor het eerst melding gemaakt van een kasteel op deze plaats. In het betreffende document was sprake van een strijd tussen Frederik II en Otto IV, waarbij Frederik dit kasteel innam. Hendrik I van Brabant, die aan de kant van Otto streed, gaf zich hier aan Frederik over.
In 1346 werd het kasteel verwoest door de milities van Tongeren, Dinant en Hoei in hun strijd tegen prins-bisschop Engelbert III van der Mark van Luik. In 1364 koos de heer van Hamal de zijde van Arnold van Rummen in diens strijd tegen prins-bisschop Jan van Arkel. Opnieuw werd het kasteel verwoest, nu door Luikse troepen. Ook in 1676 werd het kasteel gedeeltelijk verwoest, ditmaal door troepen van de Republiek. Na de Slag bij Lafelt (1747) verbleef koning Lodewijk XV van Frankrijk gedurende zes weken op het kasteel.
Het kasteel was aanvankelijk in bezit van de families Van Hamal, D'Alsteren (eind 14e eeuw), De Ghoor (vanaf 1520), Van der Mark (vanaf 1539), Van Gaveren (vanaf 1562), Van der Heyden a Blisia (vanaf 1730), De Haxhe (vanaf 1736), De Goër de Herve (vanaf 1783), en De Hemricourt de Grunne (vanaf 1838).
Het is baron De Haxhe die in 1770 het gebouw zijn classicistische gestalte heeft gegeven.

## Heden
Van het oude kasteel rest nog de 12e-eeuwse donjon. Deze werd verbouwd door De Haxhe in 1770 en bevindt zich ten zuiden van het huidige kasteel. Het in Romaanse stijl opgetrokken bouwwerk is gebouwd in blokken vuursteen, met hoekbanden van kalksteen en gerestaureerde muurfragmenten in mergelsteen.
Het eigenlijke kasteel uit 1770 is omgracht, waarbij de symmetrische gevel, geflankeerd door twee hoektorens, naar het noorden is gericht. Het omvat een neogotische kapel uit 1879 en een glazen galerij uit 1865. Het trappenhuis kent muurschilderingen uit 1771 in trompe-l'oeil, door Caldelli.
De door De Haxhe aangelegde Franse tuin werd in 1830, naar de heersende mode, vervangen door een Engelse tuin. Ontwerper was De Lance. Deze tuin werd goed bewaard en is nog steeds aanwezig. Er is een oranjerie, waarvan het oudste deel uit de 17e eeuw stamt, een bronzen Japanse lantaarn uit 1779, een belvédère uit 1770 met een beeld van Diana, een piramidevormig gebouwtje en een mergelstenen boog die de ingang tot de moestuin markeert.
De huidige dienstgebouwen, als wagenhuizen en stallen, werden gebouwd in 1886. De oude kasteelhoeve werd in 1886 afgebroken, slechts de schuur rest nog in de oorspronkelijke kern, al werd ze nadien sterk verbouwd.
Op 15 augustus 2021 is er, rond 23u10, een zware brand uitgebroken in de hoeve bij het kasteel. De linkervleugel van de hoeve, waar zich de stallen bevonden, was volledig verloren. De muren scheurden en het dak stortte helemaal in. Het woongedeelte kon grotendeels gevrijwaard worden. Het dak is er wel afgebrand en er was waterschade, maar alle kostbare bezittingen binnen bleven intact. Ook het kasteel van Hamal zelf, dat zo’n 50 meter verder ligt, kon worden gevrijwaard.